# Катуйські мови

Мапа поширення мон-кхмерських мов (катуйські позначені фіолетовим кольором)

Катуйські мови — одна з гілок австроазійської мовної сім'ї, що об'єднує принаймні 15 різних мов, якими говорять понад мільйон людей у Таїланді, Камбоджі, Лаосі та В'єтнамі.
Катуйські мови виявляють високий лексичний зв'язок із сусідніми банарськими мовами. Обидві ці австроазійські гілки поширені в центральному Індокитаї й довго контактували між собою. Вони утворюють мовний союз, але це не означає їх близької спорідненості.
Більшість носіїв катуйських мов живе в Таїланді та Лаосі, а найбільше катуйських мов зосереджено на півдні Лаосу, уздовж річки Секонг (Xe Kong, лаос. ເຊກອງ).

## Історія досліджень
До 60-х років XX ст. дуже мало було відомо про катуйські мови. Складна географія їх поширення в поєднанні з не менш складною політичною історією регіону обумовила той факт, що лише на початку XXI ст. вчені визначити розміри катуйської мовної групи, й тому лише найновіші порівняльні дослідження почали адекватно розглядати питання її класифікації.
Починаючи з 1961 року, дослідники із SIL International, а також французькі та в'єтнамські лінгвісти почали активно досліджувати недокументовані мови В'єтнаму. Знаковим став лексикостатистичний аналіз Девіда Томаса (SIL), в якому він виділив у складі мон-кхмерських мов В'єтнаму катуйську та банарську групи та запропонував поділ катуйських мов на північну (бруйську, Brôuan: Brôu (Bru), Pacoh, Ta-oih) та південну (катуйську, Katuan: Katu, High Katu, Phương) підгрупи.
Наступні польові дослідження суттєво розширили кількість і райони поширення відомих катуйських мов. На основі досліджень, проведених SIL в 1960-х роках, Девід Томас і Роберт Гедлі у 1970 році визначили 17 різних катуйських мов: Katu, Kantu (High Katu), Phưang (Hu'u River Vân Kiêu), Bru (Leu, Quảngtrị Vân Kiêu, Galler, Makong, Tri), Pacŏ́h (Bô River Vân Kiêu), Ta'oih, Ngeq (Nkriang), Kataang, Kuy, Lor (Klor), Leun, Ir, Tong, Souei, So, Alak, Kasseng (Talieng). У цьому списку не згадується жодних угруповань, хоча Дороті Томас на той час вже реконструювала модель східних прото-катуйських мов, поділяючи їх на прото-бру-пако з групами бру (Brou) і пако (Pacoh) та окремо групу кату (Katu). Список Томаса і Хедлі був популяризований Жераром Дифлотом завдяки його статті в Encyclopædia Britannica 1974 року. Цей перелік мов також був взятий за основу проєктом Ethnologue (2009), який виділяє 19 катуйських мов, поділених на 3 групи: центральнокатуйську, східнокатуйську та західнокатуйську.
З кінця 1960-х рр. катуйські мови, мабуть, більше, ніж будь-яка інша австроазійська гілка, піддались порівняльно-історичним дослідженням, було опубліковано або написано велике число реконструкцій. Досліджуючи катуйські мови, лінгвісти також висунули різні пропозиції та теорії щодо їхньої класифікації та категоризації. Погляди різних дослідників на спорідненість окремих катуйських мов нерідко різняться між собою й дають потенційно суперечливі результати. Це значною мірою пояснюється відсутністю достатніх достовірних даних. Зусиллями переважно тайських вчених було проведено кілька великих досліджень фонології, морфології, синтаксису та лексики мон-кхмерських мов Північно-Східного Таїланду, зокрема були зібрані матеріали, присвячені катуйським мовам куй та бру. Для катуйських мов В'єтнаму були складені детальні словники, описи граматики, навіть збірки текстів. Водночас гірські райони Лаосу, що лежать між цими двома регіонами, лишалися взагалі недослідженими. Багато назв мов, поширених на території Лаосу, були просто переписані з джерел колоніальної доби або лаоських адміністративних маркувань. Слід враховувати також, що найбільш досліджені катуйські мови куй та бру фонологічно є найбільш інноваційними й містять численні кхмерські та тайські запозичення. Це породжувало спекуляції та припущення в спробах відтворити класифікацію катуйських мов.
1974 року Мішель Ферлус (фр. Michel Ferlus), базуючись на лексичних даних, реорганізував схему Томаса, більш чітко визначивши дві основні катуйські гілки: західну (мови Sô, Bru, Mangkong, Trì, Chali, Khùa, Leung, Kaleu, Galler, Vân Kiêu, Souei, Na Nhang, Kuy) та східну (мови Pacoh, Phuong, Katu, Thap, Kantou, Kantu Tampril, Kantu Pilu’, Kantu Taluy, Katang, Ta Oy, Tong, Ong, Kha-In, Ngeh, Kha Koh, Taren). Жерар Дифлот (фр. Gérard Diffloth) 1982 року підтверджує цей поділ певними морфологічними й фонологічними змінами.
Різні лексикостатистичні дослідження катуйських мов з'явилися в 1980-х і 1990-х роках. Кеннет Сміт (1981) провів масштабну роботу, порівнявши дані 45-ти мон-кхмерських мов. Катуйський компонент його лексикостатистичної матриці вказує на первинний розкол між мовою кату та іншими катуйськими мовами, останні він поділяє на 4 підрозділи: північнокатуйські (Bru, So, Sui, Makong, Kataang), західнокатуйські (Kuy), центральнокатуйські (Ong, Ta'oih, Ngeq, Nkriang) мови та мова пако (Pacoh). Браян Мільяцца (1992) більше зосередився на аналізі саме катуйських діалектів. Його результати загалом узгоджуються з висновками Сміта, але був виявлений чіткий поділ між мовами So і Bru в північнокатуйській групі.
1996 року Джон і Керолайн Міллер провели амбітне лексикостатистичне дослідження, проаналізувавши лексичні дані, отримані під час польових робіт у північно-східному Таїланді в середині 1990-х років, а також дані інших дослідників з інших регіонів Індокитаю. Загалом було проаналізовано 50 списків, 38 з яких були позначені як діалекти мов куй або бру. Дослідження використовує лексикостатичні порівняння, засновані на комп'ютерних методах. Автори запропонували 7 підгруп, не вибудовуючи їх у дерево: північнокатуйську (So, Bru, Tri, Makong/Mangkong, Siliq, Katang), західнокатуйську (Sui/Suoi/Suai, Nheu, Kui, Kuay), пако (Pacoh), центральнокатуйську (Ong, Ir), нгек (Ngeq), катуйську в Лаосі (Katu/Laos) та катуйську у В'єтнамі (Katu/Vietnam). Того ж року Ілля Пейрос запропонував лексикостатистичну класифікацію катуйських мов, яка загалом повторювала результати К. Сміта 1981 року; це 4 групи: бру, куй, пако і кату (остання окремо від трьох інших). Слід зазначити, що Пейрос розглядав тільки ці 4 мови. 2004 року І. Пейрос провів більш детальне вивчення 16 катуйських мов. Серед іншого, застосовуючи методи глоттохронології, він оцінив вік початкового розпаду протокатуйської мови у приблизно 3000 років тому.
Лише після того, як Лаос відкрив свої внутрішні райони для співробітництва в галузі подорожей та досліджень, стали доступними набагато кращі дані, що стосуються мов, поширених на території цієї країни. Відповідно став можливим більш збалансований облік мов катуйської гілки. Важливим кроком у цьому напрямку стала робота тайськой лінгвістки Терапхан Луангтхонгкум (англ. Theraphan Luangthongkum, тай. ธีระพันธ์ เหลืองทองคำ), опублікована 2001 року. Ґрунтуючись на власних польових дослідженнях, автор надає великий обсяг катуйської порівняльної лексики, включаючи дані для багатьох недостатньо документованих катуйських мов Лаосу, серед яких 3 досі невідомі мови (Chatong, Dakkang, Triw). Луангтхонгкум запропонувала також класифікацію катуйських мов, засновану на вибіркових лексичних ізоглосах. Вона передбачає існування чотирьох груп: західної (Kui, Souei), північно-східної (Bru, So, Pacoh), центрально-східної (Ta'Oi, Chatong, Kriang) та південно-східної (Dakkang, Triw, Kantu, Katu). Ключовим моментом цієї схеми є первинний поділ катуйських мов на західні та східні.
Найсучаснішими й найдоступнішими джерелами достовірної інформації про катуйські мови й діалекти є дослідження Пола Сидвела (англ. Paul Sidwell). 2005 року він опублікував нову класифікацію катуйських мов та реконструкцію протокатуйської мови. Якщо попередники користувалися в своїх роботах переважно лексичними та лексикостатистичними методами, то підхід Сидвела побудований на моделюванні та послідовності фонологічних інновацій. 2007 року Сидвел на основі власних досліджень скомпілював класифікацію катуйських мов з поділом їх на центральнокатуйську (Ta'oih), східнокатуйську (Katu), північнокатуйську (Pacoh) та західнокатуйську (Kui-Bru) групи. Загалом ця класифікація включає 34 катуйські мови або діалекти; це набагато більше, ніж у інших звітах. За свідченням Сидвела, діалекти в його списку можна розглядати як окремі мови. Цей список включає також великий перелік альтернативних назв мов і діалектів.

## Класифікація
Починаючи з 1960-х років було запропоновано низку схем внутрішньої класифікації катуйських мов за лексичними ознаками. На підставі синтезу цих схем і не враховуючи проміжні підгрупи можна виділити шість основних етнолінгвістичних підрозділів: куй, бру, пако, таой, кріанг і кату.
Класифікація катуйських мов П. Сидвела 2005 року, яку використовує зокрема й авторитетний ресурс Glottolog, поділяє катуйські мови на чотири еквідистантні клади:
- Західні катуйські мови (куй-бру):
  - куй (Kui, Kuoy, Kuay, Cuoi, Souei, Sui, Suai, Suay, Suoi, Soai, Suei, код ISO 639-3: kdt), ньєу (Nyeu, Yeu, Yoe, код ISO 639-3: nyl)
  - західна бру (Western Bru, B'ru, Baru, Bruu, код ISO 639-3: brv), со (So, Bru, Makong, Mang Cong, Mang-Koong, Mangkong, Mankoong, So Makon, Sô, Thro, код ISO 639-3: sss), східна бру (Eastern Bru, Bru Tri, Brũ, Brou, Bru Van Kieu, Quang Tri Bru, код ISO 639-3: bru), північна катанг (Northern Katang, код ISO 639-3: ncq), південна катанг (Southern Katang, код ISO 639-3: sct)
- Північні катуйські мови (пако):
  - пако (Pacoh, Bo River Van Kieu, Pa Co, Paco, Pokoh, код ISO 639-3: pac)
- Центральні катуйські мови (таой):
  - нижня таой (Lower Ta'oih, код ISO 639-3: tto), верхня таой (катанг, Upper Ta'oih, Katang, Kataang, Ta Hoi, Ta-Oi, Ta-Oy, код ISO 639-3: tth), онг-їр (Ong, Hantong, Tong, код ISO 639-3: oog, Ir, Inh, Hin, Yiir, Yir, код ISO 639-3: irr)
  - кріанг (нге, Kriang, Ngae, Nge, Ngeh, Ngeq, Nkriang, код ISO 639-3: ngt)
- Східні катуйські мови (кату):
  - східна кату (Eastern Katu, High Katu, код ISO 639-3: ktv), західна кату (Western Katu, Low Katu, код ISO 639-3: kuf), фионг (пхуонг, Phuong, Phương, Phuang, Phuong Catang, код ISO 639-3: phg)

У той же час між вченими немає чіткого консенсусу стосовно класифікації катуйських мов. Класифікація проєкту «Етнолог» (2019) дещо відрізняється від класифікації Сидвела. Так, зокрема, вона зараховує мови пако і кріанг до східнокатуйської гілки, а північнокатуйська гілка у ній взагалі відсутня. Крім того, ця класифікація містить ще 2 мови: таренг (Tareng, Tariang, код ISO 639-3: ktv [tgr], діалект пако у Сидвела) та кхуа (Khua, код ISO 639-3: xhv, діалект бру у Сидвела), а онг та їр розглядає як окремі мови.
Група кату лексично є найбільш відмінною й протистоїть решті катуйських мов. Крім того, вона відзначається найбільшим внутрішнім лексичним різноманіттям, утворюючи ланцюжок діалектів.

## Розселення та чисельність носіїв
Народи, що говорять катуйськими мовами, зазвичай зараховують до числа гірських кхмерів. Райони поширення катуйських мов не мають чітких меж. Існує складна мішанина етнічних спільнот, що включає також носіїв банарських, в'єтських та тайських мов. У багатьох місцях їх потіснили національні мови (тайська, лаоська, кхмерська, в'єтнамська) або вони конкурують з іншими місцевими мовами.
Найбільше носіїв катуйських мов живе в Таїланді. Близько 400 тис. осіб нараховують тут куї. Вони розселені окремими острівцями на північному сході країни, найбільше в провінціях Сурін і Сісакет біля кордону з Камбоджею. Близько 70 тис. осіб нараховують носії мови со (бру), вони живуть у провінціях Саконнакхон, Накхонпханом і Мукдаган, біля кордону з Лаосом. Мовою ньєу (Nhoe, Nyeu) говорять близько 15 тис. осіб, вони живуть переважно в провінції Сісакет, окремі групи — в провінціях Убонратчатхані та Сурін. Близько 500 носіїв має мова західна бру (провінції Убонратчатхані та Мукдаган). Разом виходить 485,5 тис. носіїв катуйських мов, що проживають у Таїланді. Дані були отримані співробітниками Університету Магідол (англ. Mahidol University, тай. มหาวิทยาลัยมหิดล) 2004 року шляхом поштового опитування, тому ставитись до них слід обережно.
У Камбоджі відома лише одна катуйська мова — куй (Kuy, Kui), поширена вона в провінції Преахвіхеа та на півночі провінції Кампонгтхом. За даними «Етнолог», вона має в цій країні близько 10 тис. носіїв, а загальна чисельність народу куй у цій країні становить 37,7 тис. (2007).
Уряд Лаосу визначає в країні 49 етнолінгвістичних груп, серед них 8 катуйських: катанги, маконги, бру (со-чи), таой, кату, кріанги, куї (суай) і пако. Вони фігурують у даних перепису населення Лаосу 2005 року:
| Провінції             | Катанги (Katang) | Маконги (Makong) | Східні бру (Tri) | Таой (Ta Oy) | Кату (Katu) | Кріанг (Kriang) | Куї (Souay) | Пако (Pacoh) |
| --------------------- | ---------------- | ---------------- | ---------------- | ------------ | ----------- | --------------- | ----------- | ------------ |
| В'єнтьян (префектура) | 96               | 35               | 10               | 69           | 65          | 16              | 49          | 7            |
| Пхонгсалі             | 0                | 4                | 1                | 0            | 13          | 0               | 1           | 0            |
| Луангнамтха           | 11               | 1                | 0                | 1            | 1           | 2               | 4           | 0            |
| Удомсай               | 4                | 3                | 0                | 0            | 0           | 0               | 1           | 0            |
| Бокеу                 | 10               | 22               | 0                | 24           | 2           | 45              | 1           | 0            |
| Луангпрабанг          | 15               | 3                | 0                | 2            | 0           | 5               | 4           | 0            |
| Хуапхан               | 16               | 1                | 0                | 32           | 0           | 8               | 1           | 0            |
| Сайнябулі             | 19               | 5                | 6                | 6            | 0           | 0               | 4           | 0            |
| Сіангкхуанг           | 22               | 1                | 1                | 30           | 0           | 1               | 22          | 0            |
| Сайсомбун             | 106              | 0                | 0                | 3            | 2           | 1               | 2           | 2            |
| В'єнтьян (провінція)  | 79               | 3                | 0                | 71           | 45          | 4               | 12          | 0            |
| Болікхамсай           | 31               | 43               | 3                | 101          | 318         | 3               | 13          | 5            |
| Кхаммуан              | 343              | 42 942           | 4 946            | 19           | 7           | 5               | 426         | 0            |
| Саваннакхет           | 71 805           | 74 381           | 21 591           | 3 878        | 335         | 77              | 3 650       | 647          |
| Сараван               | 41 664           | 132              | 5                | 16 816       | 1 609       | 2 317           | 24 754      | 15 824       |
| Секонг                | 44               | 5                | 66               | 2 346        | 19 949      | 7 960           | 3 092       | 14           |
| Тямпасак              | 3 990            | 253              | 25               | 8 294        | 366         | 2 199           | 10 759      | 21           |
| Аттапи                | 15               | 0                | 26               | 469          | 38          | 233             | 39          | 3            |
| Всього                | 118 270          | 117 834          | 26 680           | 32 161       | 22 750      | 12 876          | 42 834      | 16 523       |

Таким чином, у Лаосі носії катуйських мов нараховують майже 400 000 осіб, більшість їх становлять катанги та маконги. Більшість носіїв катуйських мов живе в південних провінціях Саваннакхет, Сараван, Секонг і Тямпасак. Найбільше різноманіття катуйських мов спостерігається в провінціях Сараван і Секонг, що є ареалом розселення невеликих етнічних спільнот.
В'єтнамський уряд офіційно визнає 54 етнолінгвістичні групи, серед них лише три належать до катуйських: бру-ванк'єу, кату і таой. Дані перепису населення 2009 року для них є такими:
| Провінції     | Бру (Bru Vân Kiều) | Кату (Cơ Tu) | Таой (Tà Ôi) |
| ------------- | ------------------ | ------------ | ------------ |
| Ханой         | 34                 | 24           | 24           |
| Каобанг       | 3                  | 0            | 5            |
| Баккан        | 1                  | 0            | 0            |
| Туєнкуанг     | 0                  | 15           | 4            |
| Лаокай        | 3                  | 3            | 11           |
| Дьєнб'єн      | 6                  | 0            | 0            |
| Єнбай         | 1                  | 4            | 13           |
| Хоабінь       | 13                 | 4            | 4            |
| Тхайнгуєн     | 19                 | 2            | 17           |
| Лангшон       | 16                 | 9            | 8            |
| Куангнінь     | 0                  | 5            | 8            |
| Бакзянг       | 1                  | 0            | 2            |
| Футхо         | 1                  | 0            | 9            |
| Бакнінь       | 0                  | 5            | 0            |
| Хайзионг      | 2                  | 0            | 3            |
| Хайфон        | 0                  | 3            | 4            |
| Хинг'єн       | 5                  | 1            | 1            |
| Тхайбінь      | 1                  | 2            | 0            |
| Ханам         | 1                  | 2            | 0            |
| Намдінь       | 0                  | 3            | 0            |
| Ніньбінь      | 6                  | 1            | 7            |
| Тханьхоа      | 38                 | 24           | 37           |
| Нгеан         | 11                 | 19           | 28           |
| Хатінь        | 0                  | 0            | 1            |
| Куангбінь     | 14 631             | 1            | 15           |
| Куангчі       | 55 079             | 15           | 13 961       |
| Тхиатхьєн-Хюе | 1 114              | 14 629       | 29 558       |
| Дананг        | 16                 | 950          | 22           |
| Куангнам      | 18                 | 45 715       | 33           |
| Куангнгай     | 0                  | 1            | 3            |
| Біньдінь      | 4                  | 14           | 9            |
| Фуєн          | 2                  | 2            | 2            |
| Кханьхоа      | 8                  | 11           | 0            |
| Ніньтхуан     | 6                  | 1            | 6            |
| Біньтхуан     | 3                  | 8            | 0            |
| Контум        | 21                 | 16           | 8            |
| Зялай         | 10                 | 7            | 15           |
| Даклак        | 3 348              | 17           | 5            |
| Дакнонг       | 6                  | 1            | 1            |
| Ламдонг       | 20                 | 10           | 3            |
| Біньфиок      | 11                 | 0            | 14           |
| Тейнінь       | 3                  | 0            | 4            |
| Біньзионг     | 11                 | 0            | 2            |
| Донгнай       | 5                  | 5            | 7            |
| Хошимін       | 26                 | 54           | 27           |
| Чавінь        | 0                  | 3            | 0            |
| Віньлонг      | 0                  | 0            | 3            |
| Донгтхап      | 0                  | 0            | 2            |
| Анзянг        | 2                  | 1            | 0            |
| Кантхо        | 0                  | 1            | 0            |
| Всього        | 74 506             | 61 588       | 43 886       |

Бру-ванк'єу включають носіїв мов східна бру та кхуа (Khua), кату — носіїв мов східна кату та фионг (Phuong), в'єтнамські таой розмовляють мовою пако (Pacoh).
Всього в чотирьох країнах у період 2004—2009 рр. проживало близько 1,1 млн носіїв катуйських мов.
Західнокатуйські мови складаються з двох великих діалектних ланцюжків — куй та бру. Куй — найбільша катуйська мова (450—500 тис. носіїв) і єдина, чиї носії живуть відразу у трьох країнах: Таїланді, Лаосі та Камбоджі. В Лаосі вони розселені між містами Паксе і Сараван. Не всі діалекти куй є взаємно зрозумілими. Дуже мало відомо про мову ньєу (Nyeu); є думка, що це один із діалектів куй.
Райони поширення мов бру (бру, со, катанг) розташовані півколом від північно-східного Таїланду через південні лаоські провінції Саваннакхет, Кхаммуан і Болікхамсай до гірських районів по обидва боки кордону Лаосу та В'єтнаму, огинаючи із заходу та півдня основний катуйський ареал. Найбільшою серед них є мова со (маконг, близько 190 тис. носіїв), у Лаосі вони живуть переважно у провінціях Саваннакхет і Кхаммуан; со в Таїланді є мігрантами з Лаосу. Мова катанг налічує до 120 тис. носіїв, розселених переважно в лаоських провінціях Саваннакхет і Сараван. У Таїланді є 2 села, де розмовляють мовою катанг, але вони називають себе бру. Східна бру налічує до 30 тис. носіїв у Лаосі та понад 70 тис. у В'єтнамі. Західна бру, що має близько 20 тис. носіїв у Таїланді, не є взаємно зрозумілою зі східною бру.
Мовами таой говорять розпорошені громади в лаоській провінції Сараван, а також на півдні провінцій Тямпасак і Секонг і в прикордонних районах В'єтнаму. Вони розпадаються на декілька груп діалектів, основними з яких є ір, онг, таой та кріанг. За даними перепису населення Лаосу 2005 року 32 161 особу нараховували таой і 12 876 осіб кріанг (нгек).
Існує певна проблема з ідентифікацією носіїв мов таой через неоднозначність цього терміну. Ця назва застосовується до багатьох громад мон-кхмерського походження на території Лаосу та В'єтнаму. В Лаосі розрізняють верхню таой (катанг) та нижню таой. До цієї групи належать також мови (чи діалекти) онг та їр, носії яких живуть у лаоській провінції Сараван і нараховуть відповідно близько 10 тис. і близько 4 тис. осіб. Термін «таой» іноді плутають із західнобанарською мовою ой (Oi), якою говорять у провінції Аттапи. Лексичні дані, які стосуються мови етнічної групи таой (також) у В'єтнамі, свідчать, що їхня мова лінгвістично відповідає мові пако на території Лаосу. Ще одна неоднозначність стосується діалекту катанг мови таой та мови катанг групи бру.
До групи таой належать також діалекти кріанг, які ще називають нгек (Ngeq) або чатонг (Chatong); кріанг (Kriang, Ngkriang) це власна назва народу, а нгек — екзонім. Кріанги живуть у провінції Секонг та в окремих районах провінції Тямпасак. Існують села, в яких вони живуть разом із алаками (Alak, банарський народ), між ними часто вкладаються мішані шлюби. Чатонги (Chatong) живуть у селах, розташованих приблизно за 50-100 км на північний схід від міста Секонг. Дуже мало існує інформації про мову кхлор (Khlor) в Лаосі, «Етнолог» вказує на її подібність до мови нгек і чисельність носіїв 6 тис. осіб (1981).
Мови кату локалізуються на схід від мов кріанг і таой, в гірській прикордонній зоні між Лаосом і В'єтнамом і далі на схід до низинних районів В'єтнаму, від Саравану в Лаосі на заході до Данангу у В'єтнамі на сході. Зазвичай їх поділяють на західну (нижню) кату в Лаосі та східну (верхню) кату у В'єтнамі. Обидва варіанти, можливо, поділяються на діалекти. Рівень взаємної зрозумілості між діалектними групами є достатньо високим. Кату (Katu) є офіційно визнаною етнічною групою Лаосу; за даними перепису населення 2005 року їх чисельність становила 22 750 осіб. У В'єтнамі кату (Cơ-tu) також є офіційно визнаною етнічною групою, їх чисельність за даними перепису 2009 року становила 61 588 осіб, в тому числі 15,1 тис. (2000) носіїв мови пхуонг (Phuong), розселених у в'єтнаміській провінції Тхиатхьєн-Хюе.
Мовою пако (Pacoh, Pakoh) розмовляють у в'єтнамських провінціях Тхиатхьєн-Хюе і Куангчі та прилеглих прикордонних районах Лаосу, переважно в провінції Сараван. У В'єтнамі її носіїв називають таой (Tà-ôi), їх нараховується тут майже 44 тис. осіб (2009). В Лаосі їх чисельність пако (Pacoh) становить 16,5 тис. осіб (2005). Райони поширення мови пако розташовані а південь від мови східна бру і на північ від мови східна кату. Лишається дискусійним статус діалектів чи окремих мов, що входять до складу північнокатуйських мов (пако). Не так багато інформації існує про мову таренг (Tareng) в Лаосі. «Етнолог» називає чисельність її носіїв 5 тис. осіб (1981).

## Особливості
Катуйські мови, здається, зберегли деякі дуже давні фонологічні та лексичні риси. Водночас деякі з них виявилися надзвичайно інноваційними й розвинули одні з найбагатших систем голосних у світі.
З іншого боку, катуйські мови є дуже консервативними в плані збереження приголосних звуків. Інвентаризація приголосних сучасних катуйських мов близько нагадує набір приголосних протокатуйської мови, реконструйований П. Сидвелом:
| p | t | c | k | ʔ |
| b | d | ɟ | g |   |
| ɓ | ɗ | ʄ |   |   |
| m | n | ɲ | ŋ |   |
|   | s |   |   | h |
| w |   | j |   |   |
|   | l |   |   |   |
|   | r |   |   |   |

Багато сучасних катуйських мов мають фонемну серію аспірованих початкових проривних, що пояснюється головним чином наявністю запозичень і не походить від протокатуйської мови. Деякі катуйські мови, як правило, зберігають консервативний, потрійний варіант типів початкових проривних (дзвінкі, глухі та імплозивні), в інших спостерігається об'єднання імплозивного та дзвінкого типів. Решта катуйських мов об'єднали серії протокатуйських дзвінких із глухими. Таке оглушення, що не є катуйським за походженням, викликало низку звукових змін, які призвели до введення контрасту фонації голосних фонем. У різних мовах спостерігається пом'якшення (леніція) початкового палатального імплозиву.
Австроазійські мови відомі своїм комплексом голосних, значно складнішим, ніж у більшості мов світу. Внутрішнє фонологічне різноманіття катуйської гілки не настільки велике, як у деяких сусідніх австроазійських гілках, наприклад банарській чи в'єтській. Проте деякі помітні відмінності фонологічної типології все ж існують. Катуйські мови розрізняються за набором голосних, відмінності виявляються головним чином за мірою розвитку регістру. Катуйські голосні мають 3 довжини і 3 або 4 висоти звуку, 3 типи фонації.
Ключові фонологічні зміни в цілому відповідають карті діалектів. Західнокатуйські мови виявилися відносно консервативними, крім утворення регістру та реструктуризації голосних. Вони мають нормальний (англ. Slack voice) і глухий (англ. Breathy voice) регістри. Голосні в мовах бру мають різні рефлекси в кожному регістрі, і тому можуть бути легко організовані в регістрові пари, як у кхмерській мові. Група таой мабуть самостійно зазнала оглушення і формування регістру. Діалект чатонг зберіг контраст придихової вимови, а катанг та пов'язані з ним діалекти в своїй реструктуризації виробили контраст між чистою та скрипучою фонацією (англ. Creaky voice), тоді як діалект власне таой просто об'єднав регістри. Мова пако також виробила регістри, хоча вони пов'язані лише з висотою голосних: слабкий (англ. Lax register) і напружений (англ. Tense register) регістри.
Також було реконструйовано дві серії дифтонгів, одна з яких починається із закритих передніх, середніх і задніх голосних, що плавно переходять у відкритий середній голосний, а інша починається із закритих голосних, що переходять у передні, середні та задні голосні середнього підняття. Диференційний розвиток дифтонгів у катуйських мовах є дуже потужним інструментом для класифікації підрозділів цієї мовної сім'ї. Зокрема, західнокатуйські мови виявляють внутрішнє різноманіття саме коли справа доходить до дифтонгів.
Катуйська слова складаються з основних (англ. Main syllable) та малих (редукованих, англ. Minor syllable) складів. Слова можуть бути односкладовими (лише основний склад) або двоскладовими (малий і основний склад). Основний склад, таким чином, є обов'язковим. Кожен основний склад утворений послідовністю з трьох сегментів: початковий приголосний; голосний або дифтонг; кінцевий приголосний або нічого. Основними рисами катуйського головного складу є фонація початкових проривних, виникнення початкового піднебінного імплозиву та преназалізація. Перший (малий) склад іноді називається префіксом, але цей термін не має морфологічних конотацій. Малі склади фонологічно є менш стабільними.
Катуйські мови були й досі перебувають під інтенсивним впливом з боку тайської, в'єтнамської й, можливо, кхмерської мов. Деякі запозичення прийшли ще в протокатйську мову, але більшість були прийняті самостійно вже дочірніми мовами. Враховуючи теперішнє розуміння катуйської лінгвістичної історії, неможливо визначити, на якому етапі певне слово було запозичене.